# Obdurodon dicksoni
Obdurodon dicksoni – wymarły gatunek dziobaka z rodzaju obdurodon (Obdurodon). Żył w dolnym i późnym miocenie na terenie Australii. Został odkryty w 1984 roku przez Michael Archer, F.A. Jenkins, S.J. Hand, P. Murray i H. Godthelp w Riversleigh (północno-zachodni stan Queensland).